# 少年少女世界探検冒険全集
少年少女世界探検冒険全集（しょうねんしょうじょせかいたんけんぼうけんぜんしゅう）は、1958年に講談社から刊行された探検、探検家、冒険家をテーマとした文学作品の叢書。
箱入りハードカバー。全15巻。

## 一覧
1. 『コロンブスと少年』（ルイーズ・ケント(Louise Andrews Kent)、猪野省三訳）
2. 『バードとともに南極へ』（チャールズ・ストロング(Charles Stanley Strong)、白木茂訳）
3. 『マゼランと少年』（ルイーズ・ケント、村上啓夫訳）
4. 『マルコ・ポーロと少年』（ルイーズ・ケント、中沢公平訳）
5. 『死海の宝発堀記』（アラン・ホーナー(Alan Honour)、白木茂訳）
6. 『アルプスの赤い旗』（J・R・アルマン(James Ramsey Ullman)、持丸良雄訳）
7. 『ピカール博士の大冒険』（河合三郎）
8. 『スタンレーのアフリカ探検』（R・ブソニ(Rafaello Busoni)、山本和夫訳）
9. 『空飛ぶじゅうたん』（R・ハリバートン(Richard Halliburton)、内田庶訳）
10. 『北極にいどむ人々』（塩谷太郎）
11. 『中央アジア探検記』（スウェン・ヘディン、那須辰造訳）
12. 『沈黙の世界の勇士』（ジェイムズ・デュガン(James Dugan)、白木茂訳）
13. 『日本の探検家たち』（中村祥一郎）